# Paul Raethjen
Paul Ernst Günther Siegmund Raethjen (* 11. April 1896 in Bollendorf, Ostpreußen; † 31. März 1982 in Ahrensburg) war ein deutscher Meteorologe, Physiker sowie Hochschullehrer.

## Leben

### Familie und Ausbildung
Der lutherisch getaufte, gebürtige Ostpreuße Paul Raethjen, Sohn des Landwirts Ernst Raethjen und dessen Ehegattin Else geborene Kramer, wandte sich nach dem Abitur dem Studium der Naturwissenschaften, besonders der Meteorologie an der Albertus-Universität Königsberg sowie dem Studium der Physik an der Eberhard Karls Universität Tübingen zu. Während seines Studiums wurde er Mitglied der Königsberger Burschenschaft Gothia. 1924 erfolgte in Königsberg seine Promotion zum Dr. phil.
Paul Raethjen war mit Else geborene Sattler verheiratet. Aus dieser Ehe entstammten vier Kinder. Paul Raethjen verstarb im März 1982 wenige Wochen vor Vollendung seines 86. Lebensjahres in Ahrensburg.

### Beruflicher Werdegang
Raethjen trat unmittelbar nach seinem Studienabschluss eine Stelle als Wissenschaftlicher Assistent am Meteorologischen Institut der Johann Wolfgang Goethe-Universität Frankfurt am Main an, 1925 wechselte er als Abteilungsleiter zum Segelflugforschungsinstitut der Rhön-Rossitten-Gesellschaft auf der Wasserkuppe, dem höchsten Berg der Rhön. 1929 übernahm er die Leitungen der Wetterflugstationen in Darmstadt sowie Königsberg, dort habilitierte er sich 1931 als Privatdozent für das Fach Meteorologie. 1934 folgte er einem Ruf auf die ordentliche Professur für Meteorologie an die Universität Hamburg. Paul Raethjen, der dort zusätzlich das Amt des Direktors des Geophysikalischen Instituts bekleidete, wurde 1964 emeritiert.
Der ausgewiesene Experte auf seinem Fachgebiet, Entdecker sowie Beschreiber atmosphärischer Phänomene, darunter die Tropopausenzirkulation, die Keileinschubzyklogenesis sowie der Monotropiekoeffizient, wurde 1941 als Mitglied in die Deutsche Akademie der Naturforscher Leopoldina aufgenommen.

## Publikationen
- Horizontale Dichtefelder : Dynamik des „horizontalen“ Dichtefeldes, Hamburg, 1938
- Einführung in die Physik der Atmosphäre, Band 1. Statik und Thermodynamik, Teubner, Leipzig, 1942
- Einführung in die Physik der Atmosphäre, Band 2. Meteorologische Aerodynamik, Teubner, Leipzig, 1942
- Kurzer Abriss der Meteorologie dynamisch gesehen, Wolfenbütteler Verlagsanstalt, Wolfenbüttel, 1947–54
- Dynamik der Zyklonen, Akademische Verlagsgesellschaft, Leipzig, 1953
- Frontalzyklogenesis, Selbstverlag, Hamburg, 1954
- Dynamische Modell-Meteorologie (Dynamics of Atmospheric Models) (= Hamburger geophysikalische Einzelschriften, Heft 13). Walter de Gruyter, Berlin 1970, doi:10.1515/9783111407005.